# Rhodacaroides crinitus
Rhodacaroides crinitus är en spindeldjursart som beskrevs av Wolfgang Karg 1979. Rhodacaroides crinitus ingår i släktet Rhodacaroides och familjen Ologamasidae. Inga underarter finns listade i Catalogue of Life.